# Festa della vittoria (Turchia)
La Festa della vittoria (in turco Zafer Bayramı), nota anche come Festa delle Forze armate turche (in turco Türk Silahlı Kuvvetleri Günü), è un giorno festivo in Turchia che commemora la vittoria decisiva nella battaglia di Dumlupınar, il 30 agosto 1922. È riconosciuta anche dal Cipro del Nord.

## Storia
La festa celebra la vittoria decisiva del 30 agosto 1922 nella battaglia di Dumlupınar, l'ultima della guerra greco-turca, che determinò la fine della presenza greca in Anatolia. La Festa della vittoria fu celebrata per la prima volta il 30 agosto 1923 e venne riconosciuta ufficialmente come festa nazionale a partire dal 1926.

## Celebrazioni
La Festa della vittoria viene celebrata in tutta la Turchia e nel Cipro del Nord in onore delle Forze armate turche. La celebrazione principale si svolge ad Anıtkabir ad Ankara, dove il presidente della Turchia guida le cariche dello Stato nella deposizione di corone di fiori e poi tiene un discorso.
Anche presso l'Accademia di guerra di Istanbul si volge una cerimonia, durante la quale sono effettuate tutte le promozioni militari dell'anno; nel mentre, ad Ankara e nelle principali città in tutto il paese si ospitano le parate in onore della festa. Il 30 Agosto è inoltre il giorno delle cerimonie di diploma delle scuole militari in Turchia.
In occasione di questa giornata, le Stelle turche si esibiscono in uno spettacolo aereo su Dumlupınar. La sera si tengono concerti festivi nelle principali città per onorare i membri delle Forze armate. Il presidente della Turchia, in qualità di comandante in capo, ospita un evento presso il Palazzo presidenziale.

## Galleria d'immagini

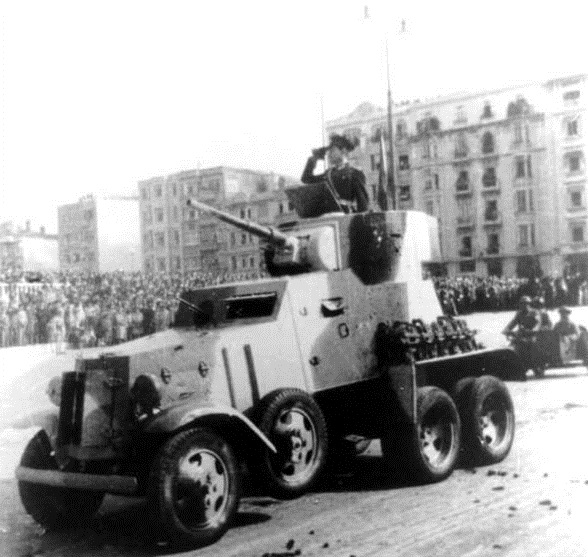
Un soldato turco su un BA-3/6 durante una parata militare ad Ankara (1935)
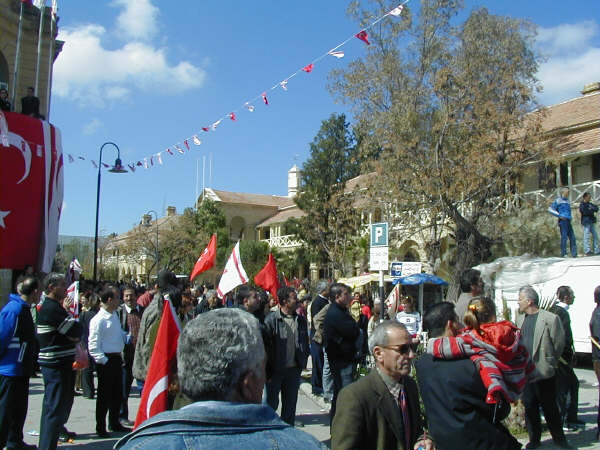
Celebrazioni per la Festa della vittoria a Nicosia Nord, Cipro del Nord (2006)
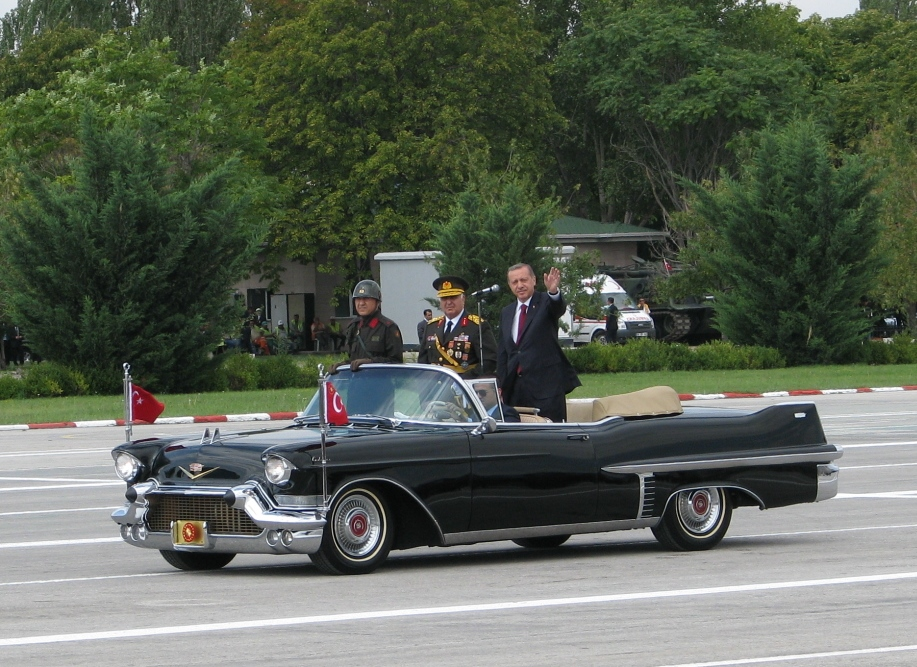
Il Presidente Recep Tayyip Erdoğan saluta la popolazione durante una parata (2014)